# کرمنچوگ-کنستانتینوفسکویه
کرمنچوگ-کنستانتینوفسکویه (به لاتین: Kremenchug-Konstantinovskoye) یک منطقهٔ مسکونی در روسیه است که در کاباردینو-بالکاریا واقع شده‌است. کرمنچوگ-کنستانتینوفسکویه ۱٬۶۰۳ نفر جمعیت دارد.